# Nancy Wilson (wokalistka)
Nancy Sue Wilson (ur. 20 lutego 1937 w Chillicothe w stanie Ohio, zm. 13 grudnia 2018 w Pioneertown w Kalifornii) – amerykańska wokalistka jazzowa i bluesowa.

## Życiorys
W latach 1956–1958 śpiewała w zespole Rusty’ego Bryanta. W 1959 wyjechała do Nowego Jorku, gdzie odkrył ją Cannonball Adderley.
Wraz z mężem, perkusistą Kennym Dennisem, prowadziła agencję impresaryjną Wil-Den.
W Polsce wystąpiła gościnnie na festiwalu „Sopot 71”.
Pierwsze przeboje: „Like in Love”, „Who I Saw Today”.
Trzykrotnie uzyskała Nagrodę Grammy. Laureatka NEA Jazz Masters Award 2004.

## Dyskografia
- Like in Love (1959)
- Something Wonderful (1960)
- Hollywood – My Way (1963)
- Broadway – My Way (1964)
- But Beautiful (1969)
- Love, Nancy (1994)
- Anthology (2000)
- Turned to Blues (2006)